# Fritz Beulshausen
Fritz Beulshausen (* 12. November 1885 in Badenhausen, Kreis Gandersheim; † 6. November 1957 in Bad Gandersheim) war ein deutscher Politiker (SPD).

## Leben und Wirken
Nach dem Besuch der Volksschule absolvierte Beulshausen, bis 1929, eine Lehre zum Maurer. Zwischen 1929 und 1932 war er als Angestellter der Kreisverwaltung Gandersheim beschäftigt. Ab April 1933 betrieb er ein selbständiges Baugeschäft. Im August 1944 wurde er festgenommen und im KZ Neuengamme in Schutzhaft genommen. Ab 1945 war Beulshausen Bürgermeister von Badenhausen.
Beulshausen war seit 1903 Mitglied der SPD. Nach dem Ende des Zweiten Weltkrieges war er Mitglied des ernannten und des gewählten Kreistages Gandersheim. 1948 wurde er Landrat des Kreises Gandersheim. Er war von 1929 bis 1931 Mitglied des Braunschweigischen Landtages. Beulhausen war vom 28. November 1948 bis zu seinem Tod am 6. November 1957, in der 1. bis 3. Wahlperiode, Mitglied des Niedersächsischen Landtages.